# Мудірія
Мудірія (араб. مديرية, від араб. مدير мудір — «очільник», «правитель») — адміністративно-територіальна одиниця в Ємені. 
Термін мудірія був введений гедивом Єгипетського еялету Магометом Алі в 1813 році. 
Мудірія також була адміністративно-територіальною одиницею в Англо-Єгипетському Судані та Єгипті.